# Черебомир
Черебомир (бел. Чарабамір) — деревня в Кировском районе Могилёвской области Беларуси. Входит в состав Стайковского сельсовета.

## География
Деревня находится в юго-западной части Могилёвской области, на правом берегу реки Черебомирки, при автодороге Н-10453, на расстоянии приблизительно 20 километров (по прямой) к северо-востоку от города Кировска, административного центра района. Абсолютная высота — 148 метров над уровнем моря. Площадь населённого пункта — 0,3664 км².

## История
По состоянию на 1910 год, в Черебомирке имелось 49 дворов и проживало 370 человек (184 мужчины и 186 женщин). В административном отношении входила в состав Тихиничской волости Рогачевского уезда Могилёвской губернии.

## Население
По данным переписи 2019 года, в деревне проживал 1 человек.
| Год  | Население, человек |
| ---- | ------------------ |
| 1910 | 370                |
| 2009 | ↘ 6                |
| 2019 | ↘ 1                |